# 蒲生秀行 (侍従)
蒲生 秀行（がもう ひでゆき）は、安土桃山時代から江戸時代初期にかけての大名。陸奥会津藩主。

## 生涯

### 家督相続
天正11年（1583年）、蒲生賦秀（氏郷）（数年後「氏郷」に改名）の嫡男（次男あるいは長男）として生まれる。生来から病弱で、氏郷は同じ幼名を与えた鶴千代を京都の南禅寺に入れて僧にし、修行させて武将の任に耐えられるようになったら世継ぎとし、耐えられないようなら僧として過ごさせると戒めていたという。
文禄4年（1595年）、父・氏郷が急死したために家督を継ぐ。この時、羽柴の名字を与えられた。総石高の過小申告について遺領相続問題が起こる。太閤・豊臣秀吉の下した裁定は、会津領を収公して改めて近江に2万石を与えるというもので、相続を認めながらいったん所領を収封するとする説と、相続を許可した後に老臣の不正が発覚したため、その所領を没収し堪忍分として近江に2万石を与えるという説がある。徳川家康は鶴千代の岳父であり、秀吉にとって追及の狙いが家康にあったとする見方もある。その後、関白・豊臣秀次が会津領の相続を認めたことにより、一転して会津91万石の相続を許されたとも、秀吉の命で徳川家康の娘・振姫を正室に迎えることを条件に、改めて会津領の相続が許されたともされる。なお、これを受けて5月に浅野長政の使者が派遣され、秀吉の命令として会津若松城と7つの支城（米沢城・白河小峰城・田村城（守山城）・二本松城・白石城・津川城（のち豊臣預かり）・梁川城）以外の城は取り壊すように命じられ、徳川家康の指揮下で成田氏長と大田原晴清が破却を担当している。朱印状には五大老の前田利家と上杉景勝による秀行の補佐を条件に知行宛行が記されている。
文禄5年（1596年）、鶴千代は元服し、忠三郎（後に藤三郎と改称）と称した。諱については最初「秀朝」と称し、後に「秀隆」「秀行」と名乗ったと言われるが（『会津旧事雑考』）、現存する文書では慶長3年（1598年）頃に「秀隆」と名乗っていたことが判明するものの、それ以前の諱については「秀隆」の使用の有無を含めて不明である。『氏郷記』には慶長元年（1596年）に従四位下侍従に任じられたと記されているが、侍従への任官が文書上で確認できるのは慶長4年（1599年）以降で、秀行の任官を示す記録が存在しないため、実際の任官時期は不明である。
まだ若年の秀行は父に比べて器量に劣り、そのため家中を上手く統制できず、ついには重臣同士の対立を招いて御家騒動（蒲生騒動）が起こった。秀吉は事態を重く見て、前田利家に調停を任せた。また、同じく上杉景勝には津川城に城将を入れるよう命じ、不測の事件発生に備えた。津川城を含む東蒲原が正式に景勝に与えられると、藤田信吉が城主となった（前田家には上杉旧領から新川が与えられた）。

### 宇都宮減封と関ヶ原
慶長3年（1598年）3月、秀吉の命令で会津若松から宇都宮18万石で移封された。氏郷時代に蒲生氏は91万9300石の禄を得ていたが、氏郷が急死し跡を継いだ秀行がわずか13歳の幼少だったため東北の鎮守として91万石もの所領を支配するのは容易ではなく、重臣間の諍いがあって18万石に減封された。理由として、先述の蒲生騒動の他に、秀行の母すなわち氏郷の正室が美しかったため、氏郷没後に秀吉が側室にしようとしたが姫が尼になって貞節を守った事を不愉快に思った説、秀行が家康の娘（家康の3女の振姫（正清院））を娶っていた親家康派のため石田三成が重臣間の諍いを口実に減封を実行したとする説もある。
秀行は武家屋敷を作り町人の住まいと明確に区分し、城下への入口を設けて番所を置くなどして城下の整備を行ない、蒲生氏の故郷である近江日野からやって来た商人を御用商人として城の北側を走る釜川べりに住まわせ、日野町と名づけて商業の発展を期した。 
慶長5年（1600年）の関ヶ原の戦いで上杉景勝を討つため、徳川秀忠は宇都宮に入った。その後、秀忠も家康も西に軍を向けて出陣したため、秀行は本拠の宇都宮で上杉景勝（秀吉に旧蒲生領の会津を与えられた）の軍の牽制と城下の治安維持を命じられた。

### 会津再封と若死
戦後、その軍功によって、没収された上杉領のうちから陸奥に60万石（氏郷の旧領より米沢・東蒲原・刈田・白川を除く）を与えられて会津に復帰した。なお、上杉景勝と佐竹義宣の処分が確定できなかったことに加え、上杉氏の旧領に家康の五男武田信吉を入れる構想もあったが、信吉が病弱であったことや会津が元々蒲生氏の旧領であったことが考慮されて秀行の移封が決まった。この影響で秀行に対する論功行賞も大幅に遅れ、秀行の会津入りは関ヶ原の戦いから1年経た慶長6年9月のことであった。秀行は岡重政・町野繁仍・玉井貞右の3名を仕置（他家の家老にあたる）に任じて会津の立て直しを図った。
秀行は家康の娘と結婚していたため、江戸幕府成立後も徳川氏の一門衆として重用された。
慶長12年（1607年）、松平の名字を与えられた。
慶長14年（1609年）、仕置の1人である岡重政が家中で権勢を振るうことに反発した重臣の蒲生郷成や関元吉らが対立し、敗れた蒲生・関らが出奔した。
しかし、会津地震や家中騒動の再燃なども重なり、その心労などのため、慶長17年（1612年）5月14日に死去した。享年30。
徳川家康も突然の秀行重病の報に驚き、薬を持たせて牧野正成を会津に派遣したが間に合わなかったという。家臣の須田伯耆と秀行の小姓2名が殉死したという。また、秀行と因縁のある上杉氏の重臣直江兼続からも岡左内・志賀重就（共に関ヶ原の戦い後に会津に残って秀行に仕えた上杉旧臣）を通じて哀悼が伝えられてたという。

## 人物
- 蒲生騒動の背景には、蒲生氏の減移封を目論んでいた秀吉及び石田三成らが騒動を裏で操って秀行を陥れたという説もあり、秀行の年齢・器量のみが原因とは断定できない（蒲生騒動を参照）。
- 心労のためか、晩年には大酒を飲み、素行も乱れていた（『当代記』）と伝えている[16]。